# Josh Emmett
Josh Emmett (født 4. marts 1985 i Sacramento i Californien i USA) er en amerikansk MMA-uddøver som siden 2016 har konkurreret i organisationen Ultimate Fighting Championship (UFC). Han har bemærkelsesværdige sejre over kæmpere som Jon Tuck, Scott Holtzman, Felipe Arantes, Ricardo Lamas og Michael Johnson, mens han har tabt til Desmond Green og Jeremy Stephens.
Han har været professionel kæmper siden 2011 og har også konkurreret i King of the Cage.

## Mesterskaber og hæder

### Mixed martial arts
- West Coast Fighting Championship (WCF) Lightweight Champion (1 gang)